# Tanygnathus
Tanygnathus es un género de aves psitaciformes perteneciente a la familia Psittaculidae, que incluye a cuatro especies de loros propias de las islas del sudeste asiático.

## Especies
El género contiene las siguientes cuatro especies:
- Tanygnathus gramineus - loro de Buru;
- Tanygnathus lucionensis - loro nuquiazul;
- Tanygnathus megalorynchos - loro picogordo;
- Tanygnathus sumatranus - loro de Müller.